# Gregor Hradetzky

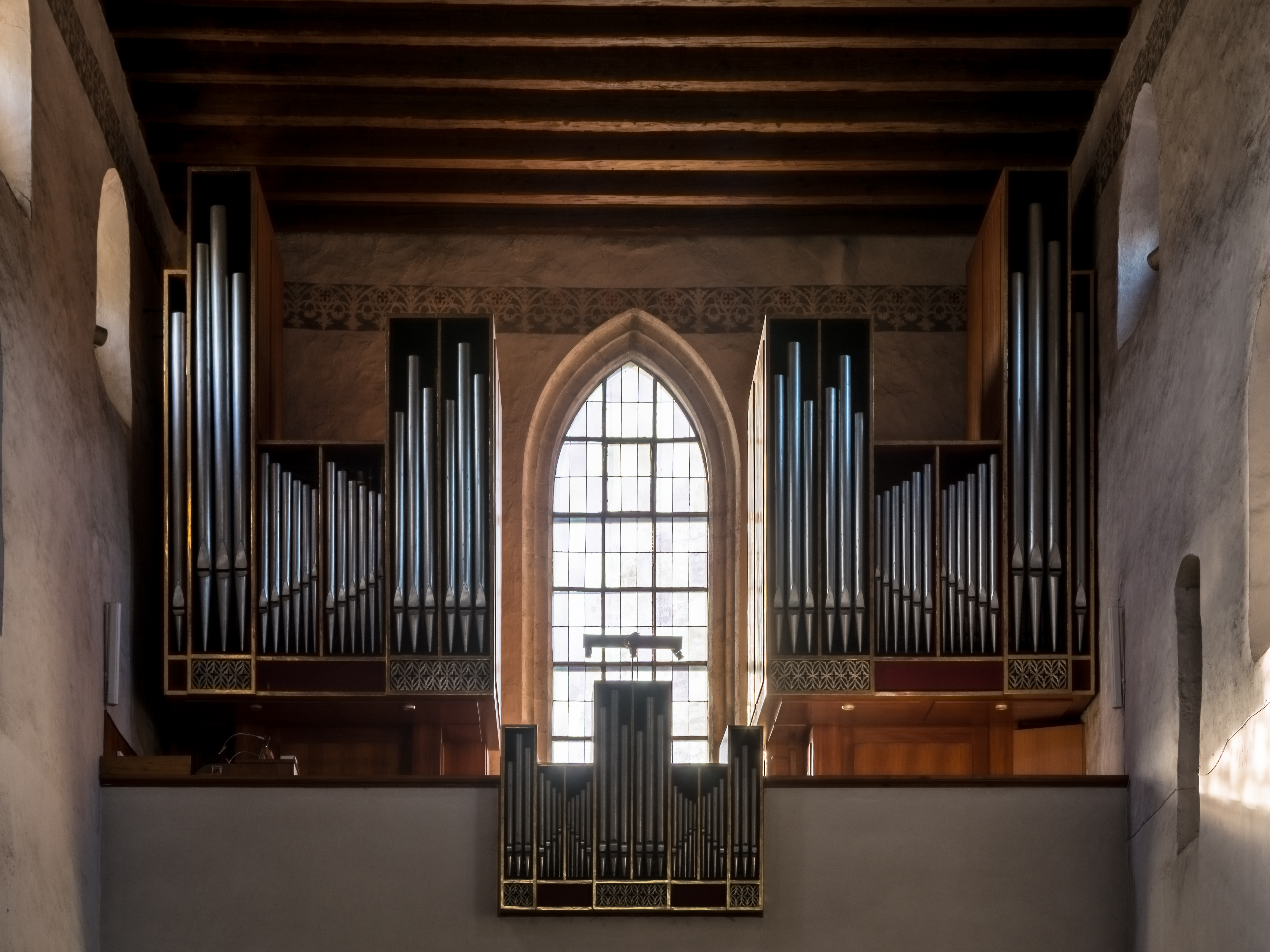
Pfarrkirche Langenlois

Gregor (Georg) Hradetzky (* 31. Jänner 1909 in Krems an der Donau; † 29. Dezember 1984 in Bad Kleinkirchheim) war ein österreichischer Kanute und nach dem Zweiten Weltkrieg Orgelbauer.

## Leben

### Sportler
Als Sohn des Orgelbauers Gregor Franz Hradetzky d. Ä. erlernte er das Handwerk des Orgelbauers im väterlichen Betrieb von Gregor Franz Hradetzky, wandte sich aber zunächst dem Wassersport zu, da er – am Ufer der Donau aufgewachsen – schon bald mit dem Faltboot in Kontakt kam. Sein sportliches Talent wurde zwar erst entdeckt, als er 18 Jahre alt war, doch bereits ein Jahr später war er erstmals Österreichischer Meister im Kajak-Einer über 10.000 m. 1933 errang er in Prag den ersten Europameistertitel.
Den Winter überbrückte er mit Trainingseinheiten im Skilanglauf, aber auch auf der Skisprungschanze war er zu Hause. So plante er für das Jahr 1936 die Teilnahme an den Winterspielen in Garmisch-Partenkirchen (nordische Kombination) und an den Sommerspielen in Berlin (Kanu). Die Teilnahme im Winter wurde jedoch nicht möglich, weil er sich kurz zuvor eine Handverletzung zugezogen hatte.
Bei den Olympischen Sommerspielen 1936 in Berlin konnte er die Faltboot-Konkurrenz über 10.000 m und den Kajakbewerb über 1000 m für sich entscheiden. Eine Wiederholung der Erfolge bei den – nicht ausgetragenen – Olympischen Spielen 1940 wurde durch den Zweiten Weltkrieg verhindert.
Hradetzky trat 1934 der illegalen NSDAP und der SA bei. Am 1. Juni 1938 beantragte er die reguläre Aufnahme in die Partei und wurde rückwirkend zum 1. Mai desselben Jahres aufgenommen (Mitgliedsnummer 6.200.215). Am 11. März 1938 wechselte Hradetzky von der SA in die SS (SS-Nummer 302.171).

### Orgelbauer
1948 übernahm Hradetzky nach seiner Rückkehr aus amerikanischer Kriegsgefangenschaft die Werkstatt seines 1942 verstorbenen Vaters, die in der Zwischenzeit als Witwenbetrieb weitergeführt worden war und sich mit Reparaturarbeiten über Wasser gehalten hatte. Hradetzky verlegte diese aus der Kremser Innenstadt (Göglstraße, Ecke Neutaugasse) in die Nähe des Kremser Steinertores (Fischergasse, Schwedengasse).
Bis 1963 baute Gregor Hradetzky Orgeln mit elektropneumatischer Traktur, ehe er zu einem Vorreiter bei der Umsetzung der Prinzipien der Orgelbewegung wurde, die die Rückkehr zur mechanischen Schleifladenorgel forderte. Dadurch wurde Hradetzky zum international anerkannten Orgelbauer, der nicht nur in Österreich, sondern auch in Großbritannien, Polen, Italien, den USA, Japan und Australien zahlreiche Orgeln errichtete. Besonders hervorzuheben ist seine in Kooperation mit Ronald Sharp 1979 für das Opernhaus Sydney errichtete Orgel mit 131 Registern auf fünf Manualen und Pedal.
Sein Sohn Gerhard Hradetzky ist ebenfalls Orgelbauer.

## Werkliste
| Jahr      | Ort                             | Kirche | Bild | Manuale | Register | Bemerkungen |
| --------- | ------------------------------- | --- | ---- | ------- | -------- | --- |
| 1949      | Kirnberg an der Mank            | Pfarrkirche |      | II/P    | 16       | nur Prospekt erhalten |
| 1953      | Perschling                      | Pfarrkirche |      | II/P    | 13       | |
| 1956      | Absdorf                         | Pfarrkirche Absdorf |      | II/P    | 9        | Neubau, unter Verwendung des vorhandenen pneumatischen Materials; nicht erhalten, sei 1991 Orgel von Arnulf Klebel aus der Pfarrkirche Ziersdorf                                                                         |
| 1957      | Groß Gerungs                    | Pfarrkirche Groß Gerungs                                                                                               |      | II/P    | 18       | Neubau unter Verwendung des vorhand. Materials, elektropneumat. Traktur |
| 1957      | Hofstetten-Grünau               | Pfarrkirche Hofstetten-Grünau                                                                                          |      |         |          | elektropneumat. Traktur; nicht erhalten, seit 2013 Orgel von Friedrich Heftner |
| 1958      | Rust im Tullnerfeld             | Pfarrkirche Rust im Tullnerfeld                                                                                        |      | II/P    | 15       | pneumatische Traktur; nicht erhalten, seit 2013 Orgel von Friedrich Heftner |
| 1958      | Zwettl                          | Pfarrkirche Zwettl NÖ                                                                                                  |      | II/P    | 20       | pneumatische Traktur; Umbau unter Verwendung des vorhandenen Materials |
| 1959      | Wieselburg                      | Pfarrkirche St. Ulrich                                                                                                 |      | II/P    | 16       | erste mechanische Orgel aus der Werkstatt Gregor Hradetzkys (Einweihung am 12. Juni 1960). |
| 1959      | Kaumberg                        | Pfarrkirche Kaumberg                                                                                                   |      | I/P     | 9        | Orgel mit pneumatischer Traktur; nicht erhalten, seit 1993 Orgel von Friedrich Heftner |
| 1959      | Neustadtl an der Donau          | Pfarrkirche Neustadtl an der Donau                                                                                     |      | I/P     | 10       | pneumatische Traktur, unter Verwendung des alten, vorhand. Materials |
| 1960      | Reidling NÖ                     | Pfarrkirche Reidling                                                                                                   |      | II/P    | 16       | Gehäuseteile von Anton Pfliegler |
| 1960      | Großschönau                     | Pfarrkirche Großschönau                                                                                                |      | II/P    | 14       | |
| 1961      | Wien                            | Pfarrkirche Leopoldau                                                                                                  |      | II/P    | 20       | Neubau in das barocke Gehäuse, Erweiterung um seitliche Pfeifenfelder ohne Prospekt. Die Traktur ist elektropneumatisch ausgeführt.                                                                                      |
| 1961      | Ramsau (Niederösterreich)       | Pfarrkirche |      | II/P    | 14       | Zubau unter Verwendung der alten Orgel von Max Jakob aus 1899 |
| 1961      | Hollabrunn                      | Pfarrkirche Hollabrunn                                                                                                 |      | III/P   | 33       | Neubau unter Verwendung des klassizistischen Gehäuses aus 1824 |
| 1961      | Bregenz                         | Studentenheim |      | II/P    | 11       | |
| 1962      | Langenlois                      | Pfarrkirche |      | III/P   | 31       | Erweiterung einer Orgel der Gebrüder Mauracher sowie deren Umbau auf elektropneumatische Traktur. |
| 1962      | Mank                            | Pfarrkirche Mank |      | II/P    | 17       | |
| 1962      | Gänserndorf                     | Pfarrkirche Gänserndorf                                                                                                |      | II/P    | 18       | |
| 1962      | Lilienfeld                      | Stift Lilienfeld |      | II/P    | 15       | Neubau der Chororgel im historischen Kanzel-Gehäuse |
| 1963      | St. Aegyd am Neuwalde           | Pfarrkirche St. Aegyd                                                                                                  |      | II/P    | 14       | Neubau mit elektrischer Traktur |
| 1963      | Rohrendorf bei Krems            | Pfarrkirche Rohrendorf                                                                                                 |      | II/P    | 6        | [ 10 ] |
| 1963/64   | Lilienfeld                      | Stift Lilienfeld |      | III/P   | 44       | |
| 1964      | Innsbruck                       | Stift Wilten |      | IV/P    | 40       | 2007 in die Pfarrkirche Stephanshart transferiert, "Olympiaorgel" |
| 1964      | Altmelon                        | Pfarrkirche St. Jakobus d. Ä.                                                                                          |      | II/P    | 9        | |
| 1964      | Wien                            | Pfarrkirche Neuerdberg                                                                                                 |      | II/P    | 20       | |
| 1964      | Linz                            | Elisabethinenkirche (Linz)                                                                                             |      | II/P    | 11       | |
| 1964      | Wien                            | Wiener Konzerthaus |      | II/P    | 25       | Orgel im Mozart-Saal, jetzt: als "Anton-Heiller-Orgel" in Dornbach |
| 1965      | Schönbach                       | Pfarrkirche |      | II/P    | 15       | Neubau in das barocke Gehäuse von 1777 |
| 1965      | Wien                            | Mozartsaal des Wiener Konzerthauses                                                                                    |      | II/P    | 25       | An dieser Orgel spielte Anton Heiller das gesamte Orgelwerk von Johann Sebastian Bach ein. 1992 wurde sie zunächst nach Korneuburg und 2015 schließlich in die Pfarrkirche St. Peter und Paul Wien-Dornbach übertragen.  |
| 1965      | Bad Traunstein                  | Pfarrkirche Bad Traunstein                                                                                             |      | II/P    | 15       | →Disposition Prospektpfeifen des Hauptwerks aus Kupfer, jene des Rückpositivs aus 75-prozentigem Zinn |
| 1965      | Wien                            | Universität für Musik und darstellende Kunst Übungsorgel im Institutsgebäude Seilerstätte 26, Raum C0113               |      | II/P    | 10       | |
| 1965      | Aigen-Schlägl                   | Stift Schlägl |      | II/P    | 27       | Neubau einer Chor-Orgel |
| 1965      | Linz                            | Pfarrkirche Guter Hirte (Linz)                                                                                         |      | II/P    |          | seit 1988 Orgel von Friedrich Heftner |
| 1966      | Wien                            | Universität für Musik und darstellende Kunst Unterrichts- und Übeorgel im Institutsgebäude Seilerstätte 26, Raum A 109 |      | II/P    | 11       | |
| 1966      | Alland                          | Pfarrkirche Alland |      | II/P    | 16       | |
| 1966      | Traisen                         | Pfarrkirche Traisen |      | II/P    | 16       | |
| 1966      | Waldhausen im Strudengau        | Pfarrkirche |      | II/P    | 15       | |
| 1966      | Klosterneuburg                  | Stift Klosterneuburg                                                                                                   |      | III/P   | 27       | Neubau der Chor-Orgel im histor. Gehäuse von Anton Pfliegler aus 1780 |
| 1966      | Sindelburg                      | Pfarrkirche Sindelburg                                                                                                 |      | II/P    | 16       | Neubau im historischen Gehäuse |
| 1966      | Taiskirchen im Innkreis         | Pfarrkirche Taiskirchen im Innkreis                                                                                    |      | II/P    | 19       | Neubau im historischen Gehäuse, Zubau von Positiv |
| 1966      | Linz                            | Pfarrkirche St. Michael (Linz)                                                                                         |      | II/P    | 25       | |
| 1967      | Horn                            | Canisiusheim |      | II/P    | 7        | Vom damaligen Weihbischof Alois Stöger geweiht, zum ersten Mal gespielt von Peter Jan Marthé. |
| 1968      | Pottenbrunn                     | Pfarrkirche Pottenbrunn                                                                                                |      | II/P    | 18       | |
| 1968      | Wien                            | Hochschulkirche St. Ursula                                                                                             |      | II/P    | 28       | Kirche der Universität für Musik und darstellende Kunst Wien |
| 1968      | Götzis                          | Alte Pfarrkirche Götzis                                                                                                |      | II/P    | 28       | |
| 1968      | Karlstetten                     | Pfarrkirche Karlstetten                                                                                                |      | II/P    | 13       | Neubau im historischen Gehäuse |
| 1968      | Heiligeneich                    | Pfarrkirche Heiligeneich                                                                                               |      | II/P    | 19       | [ 15 ] |
| 1969      | Salzburg-Gneis                  | Pfarrkirche Salzburg-Gneis                                                                                             |      | II/P    | 18       | → Orgel |
| 1969      | St. Leonhard am Forst           | Pfarrkirche St. Leonhard am Forst                                                                                      |      | II/P    | 17       | |
| 1969      | Melk                            | Stadtpfarrkirche Melk                                                                                                  |      | II/P    | 16       | |
| 1969      | Klaffer am Hochficht            | Pfarrkirche Klaffer |      | II/P    | 16       | |
| 1970      | Weinburg                        | Pfarrkirche Weinburg                                                                                                   |      | II/P    | 10       | [ 18 ] |
| 1970      | Korneuburg                      | Augustinerkirche |      | II/P    | 17       | |
| 1970      | Eisenstadt                      | Pädagogische Akademie                                                                                                  |      | II/P    | 18       | seit 2010 in Katholische Pfarrkirche Rechnitz |
| 1970      | Melk                            | Stiftskirche Melk |      | III/P   | 45       | |
| 1970      | Wien-Alsergrund                 | Seminarkirche Santa Maria de Mercede                                                                                   |      | II/P    | 19       | |
| 1971      | Wien-Leopoldstadt               | Leopoldskirche |      | II/P    | 22       | →Disposition |
| 1971      | Weinburg                        | Pfarrkirche Weinburg                                                                                                   |      | II/P    | 10       | neobarockes Gehäuse |
| 1972      | Gutau                           | Pfarrkirche Gutau |      | II/P    | 18       | [ 19 ] |
| 1972      | Bad Vöslau                      | Pfarrkirche Gainfarn                                                                                                   |      | II/P    | 10       | [ 20 ] |
| 1972      | Furth bei Göttweig              | Pfarrkirche Furth bei Göttweig                                                                                         |      | II/P    | 15       | |
| 1972      | Mannersdorf an der Rabnitz      | Pfarrkirche |      | II/P    | 11       | [ 21 ] |
| 1973      | Meran                           | St. Nikolaus (Meran)                                                                                                   |      | III/P   | 40       | Disposition |
| 1974      | Krems an der Donau              | Heilandskirche (Krems)                                                                                                 |      | II/P    | 11       | [ 22 ] |
| 1974      | Lassee                          | Pfarrkirche Lassee |      | II/P    | 11       | [ 23 ] |
| 1974      | Rannariedl                      | Pfarrkirche Rannariedl                                                                                                 |      | II/P    | 12       | [ 24 ] |
| 1974      | Bregenz                         | Pfarrkirche Bregenz-St. Gallus                                                                                         |      | III/P   | 40       | [ 25 ] |
| 1974      | Bad Wimsbach-Neydharting        | Pfarrkirche St Stephan                                                                                                 |      | II/P    | 16       | Das Gehäuse der Hauptorgel stammt noch von 1752. Das Orgelwerk wurde 1974 von Hradetzky neu angeschafft. Ebenso eine Nebenorgel an der Emporenbrüstung deren Gehäuse dem Original der Hauptorgel angeglichen wurde.      |
| 1975      | Wildalpen                       | Pfarrkirche Wildalpen                                                                                                  |      | II/P    | 8        | [ 26 ] |
| 1975      | Schweiggers                     | Pfarrkirche Schweiggers                                                                                                |      | II/P    | 10       | [ 27 ] |
| 1975      | Kirchberg am Walde              | Pfarrkirche Kirchberg am Walde                                                                                         |      | II/P    | 11       | Das Orgelgehäuse mit Akanthusdekor aus 1711 ist mit G.W.C. bezeichnet, wird Johann Georg Wenzel Casparides zugeschrieben und zeigt die Wappen Collonicz (links) und Kuefstein (rechts) und trägt mittig die Figur David. |
| 1975/1976 | Senftenberg                     | Pfarrkirche Senftenberg                                                                                                |      | II/P    | 10       | [ 28 ] |
| 1976      | Gföhl                           | Pfarrkirche Gföhl |      | II/P    | 15       | Neue Orgel unter Verwendung des historischen Orgelprospekt. |
| 1977      | Katowice                        | Dom (Chororgel) |      | II/P    | 17       | →Orgel |
| 1978      | Weißenkirchen an der Perschling | Pfarrkirche Weißenkirchen an der Perschling                                                                            |      | II/P    | 16       | [ 30 ] |
| 1978      | Oberpullendorf                  | Pfarrkirche Oberpullendorf                                                                                             |      | II/P    | 19       | |
| 1978      | Haindorf                        | Pfarrkirche Haindorf                                                                                                   |      |         |          | Brüstungswerk |
| 1979      | Wien                            | Dreifaltigkeitskirche                                                                                                  |      | II/P    | 13       | →Disposition Bild ohne Rückpositiv |
| 1979      | Sydney                          | Opernhaus Sydney |      | V/P     | 131      | gemeinsam mit Ronald Sharp |
| bis 1980  | Krems an der Donau              | St.-Paul-Kirche |      | II/P    | 20       | |
| 1980      | Mautern an der Donau            | Pfarrkirche Mautern an der Donau                                                                                       |      | II/P    | 18       | |
| 1980      | Katowice                        | Dom (Hauptorgel) |      | III/P   | 43       | →Orgel |
| 1981      | Kasten bei Böheimkirchen        | Pfarrkirche Kasten bei Böheimkirchen                                                                                   |      | II/P    | 13       | |

## Restaurierungen
| Jahr | Ort             | Gebäude                  | Bild | Manuale | Register | Bemerkungen                                                                                  |
| ---- | --------------- | ------------------------ | ---- | ------- | -------- | -------------------------------------------------------------------------------------------- |
| 1960 | Groß Schönau NÖ | Pfarrkirche Großschönau  |      | II/P    | 11       | Umbaumaßnahmen                                                                               |
| 1960 | Friesach        | St. Nikolaus (Friesach)  |      | II/P    | 17       | Umbau der Orgel von Albert Mauracher aus 1890 mit mechan. Kegelladen                         |
| 1961 | Haunoldstein    | Pfarrkirche Haunoldstein |      | I/P     | 9        | Umbau der Orgel, elektropneumatisch                                                          |
| 1961 | Wien-Leopoldau  | Pfarrkirche Leopoldau    |      | II/P    | 23       | Umbau der Orgel, barockes Gehäuse aus 1020 Wien, Barmherzige Brüder, elektropneumat. Traktur |
| 1964 | Herzogenburg    | Stift Herzogenburg       |      | III/P   | 40       | Restaurierung der Orgel von Johann Hencke aus dem Jahr 1752.                                 |
| 1975 | Stein           | Pfarrkirche              |      | II/P    | 23       | Restaurierung der Anton-Preysinger-Orgel aus dem Jahr 1748                                   |
| 1976 | Melk            | Stift Melk-Kolomani-Saal |      | I       | 6        | Restaurierung                                                                                |
| 1979 | Wien            | Ulrichskirche (Wien)     |      | II/P    | 26       | Generalrestaurierung der Orgel von Josef Loyp aus 1842                                       |

## Ehrungen und Auszeichnungen
- Großes Silbernes Ehrenzeichen für Verdienste um die Republik Österreich
- Ehrenbürger von Krems an der Donau
- Kommerzialrat